# Spielvereinigung Unterhaching 2014-2015
Questa voce raccoglie le informazioni riguardanti la Spielvereinigung Unterhaching nelle competizioni ufficiali della stagione 2014-2015.

## Stagione
Nella stagione 2014-2015 l'Unterhaching, allenato da Christian Ziege e Claus Schromm, concluse il campionato di 3. Liga al 19º posto e fu retrocesso in Regionalliga.

## Rosa
| N. |                     | Ruolo | Calciatore       |
| -- | ------------------- | ----- | ---------------- |
| 3  | Germania (bandiera) | C     | Fabian Götze     |
| 4  | Germania (bandiera) | D     | Thomas Hagn      |
| 5  | Germania (bandiera) | D     | Josef Welzmüller |
| 6  | Germania (bandiera) | C     | Simon Kranitz    |
| 10 | Germania (bandiera) | C     | Alon Abelski     |
| 11 | Germania (bandiera) | A     | Pascal Köpke     |
| 13 | Germania (bandiera) | D     | Benjamin Schwarz |
| 14 | Germania (bandiera) | A     | Michael Krabler  |
| 15 | Germania (bandiera) | C     | Stefan Haas      |
| 16 | Polonia (bandiera)  | A     | Damian Gąska     |
| 17 | Germania (bandiera) | D     | Jonas Hummels    |
| 18 | Germania (bandiera) | C     | Yannic Thiel     |
| 21 | Germania (bandiera) | C     | Sascha Bigalke   |
| 22 | Germania (bandiera) | C     | Tobias Killer    |
| 23 | Germania (bandiera) | C     | Eric Lickert     |

| N. |                          | Ruolo | Calciatore         |
| -- | ------------------------ | ----- | ------------------ |
| 24 | Germania (bandiera)      | D     | Mario Erb          |
| 25 | Nuova Zelanda (bandiera) | P     | Stefan Marinović   |
| 27 | Germania (bandiera)      | C     | Markus Schwabl     |
| 28 | Germania (bandiera)      | D     | Sascha Herröder    |
| 29 | Germania (bandiera)      | P     | Felix Ruml         |
| 30 | Georgia (bandiera)       | C     | Lucas Hufnagel     |
| 31 | Germania (bandiera)      | P     | Yannik Oettl       |
| 32 | Germania (bandiera)      | C     | Timo Wehrle        |
| 33 | Germania (bandiera)      | C     | Andreas Markmüller |
| 34 | Germania (bandiera)      | D     | Andreas Volk       |
| 35 | Germania (bandiera)      | A     | Dominik Widemann   |
| 36 | Germania (bandiera)      | A     | Simon Ollert       |
| 37 | Germania (bandiera)      | C     | Kenny Redondo      |
| 38 | Germania (bandiera)      | D     | Marco Rosenzweig   |
| 39 | Germania (bandiera)      | D     | Danilo Dittrich    |

## Organigramma societario
Area tecnica
- Allenatore: Claus Schromm
- Allenatore in seconda: Daniel Wimmer, Christian Wörns
- Preparatore dei portieri: Wolfgang Kellner
- Preparatori atletici: Georg Wallner

## Calciomercato

### Sessione estiva
| Acquisti | Acquisti           | Acquisti          | Acquisti |
| R.       | Nome               | da                | Modalità |
| -------- | ------------------ | ----------------- | -------- |
| C        | Markus Schwabl     | Monaco 1860       |          |
| C        | Sascha Bigalke     | Colonia II        |          |
| C        | Alon Abelski       | Eintracht Treviri |          |
| D        | Jan Koch           | Greuther Fürth II |          |
| C        | Simon Kranitz      | Stoccarda U19     |          |
| C        | Eric Lickert       | Friburgo U19      |          |
| P        | Stefan Marinović   | Monaco 1860 II    |          |
| C        | Andreas Markmüller | Unterhaching U19  |          |
| A        | Jimmy Marton       | Karlsruhe         |          |
| P        | Felix Ruml         | Wacker Burghausen |          |
| D        | Andreas Volk       | Unterhaching U19  |          |
| C        | Timo Wehrle        | Unterhaching U19  |          |
| D        | Josef Welzmüller   | Heimstetten       |          |

| Cessioni | Cessioni              | Cessioni          | Cessioni |
| R.       | Nome                  | a                 | Modalità |
| -------- | --------------------- | ----------------- | -------- |
| C        | Quirin Moll           | Dinamo Dresda     |          |
| D        | Alexander Hack        | Magonza II        |          |
| A        | Brian Gallo           | Bayreuth          |          |
| C        | Janik Haberer         | Hoffenheim        |          |
| C        | Florian Heller        | Unterhaching U17  |          |
| D        | Kevin Hingerl         | Buchbach          |          |
| P        | Korbinian Müller      | Kickers Stoccarda |          |
| A        | Frederic Niederbacher | Ritzing           |          |
| A        | Thomas Steinherr      | Aalen             |          |
| C        | Maximilian Welzmüller | Aalen             |          |
| C        | Marius Willsch        | Saarbrücken       |          |
| P        | Michael Zetterer      | Unterhaching II   |          |

### Sessione invernale
| Acquisti | Acquisti | Acquisti | Acquisti |
| R.       | Nome     | da       | Modalità |
| -------- | -------- | -------- | -------- |

| Cessioni | Cessioni           | Cessioni          | Cessioni |
| R.       | Nome               | a                 | Modalità |
| -------- | ------------------ | ----------------- | -------- |
| C        | Florian Bichler    | Rot-Weiß Erfurt   |          |
| A        | Jimmy Marton       | Monaco 1860 II    |          |
| D        | Jan Koch           | Mladá Boleslav    |          |
| A        | Andreas Voglsammer | Heidenheim        |          |
| D        | Maximilian Bauer   | Heimstetten       |          |
| A        | Marius Duhnke      | Wacker Burghausen |          |

## Risultati

### 3. Liga

#### Girone di andata
| Kiel 26 luglio 2014, ore 14:00 CEST 1ª giornata | Holstein Kiel | 0 – 0 referto | Unterhaching | Holstein-Stadion (5 247 spett.)\| Arbitro: \| Jablonski \| |
| Arbitro:                                        | Jablonski     |               |              |                                                            |

| Arbitro: | Jöllenbeck |

|                                    |           |                                              |
| Erb 10’ Voglsammer 35’ Schwarz 84’ | Marcatori | 48’ Riemann 72’ Vunguidica 75’ Schnellbacher |

| Arbitro: | Sather |

|  |           |                        |
|  | Marcatori | 15’ Thiel 86’ Widemann |

| Arbitro: | Bokop |

|                                         |           |          |
| Erb 41’ (rig.) Voglsammer 61’ Köpke 67’ | Marcatori | 18’ Sohm |

| Arbitro: | Waschitzki-Günther |

|               |           |                                                        |
| Reinhardt 52’ | Marcatori | 20’, 81’ Köpke 23’ Redondo 64’ Voglsammer 89’ Widemann |

| Arbitro: | Dittrich |

|  |           |                                  |
|  | Marcatori | 20’, 83’ Furuholm 30’, 35’ Gogia |

| Arbitro: | Storks |

|                      |           |  |
| Fink 53’ Türpitz 90’ | Marcatori |  |

| Arbitro: | Reichel |

|                |           |                                |
| Voglsammer 26’ | Marcatori | 21’ Schütz 41’ Müller 58’ Klos |

| Arbitro: | Günsch |

|                    |           |  |
| Rahn 15’ Kraus 77’ | Marcatori |  |

| Arbitro: | Siewer |

|           |           |            |
| Köpke 71’ | Marcatori | 90’ Janjić |

| Arbitro: | Schult |

|                                       |           |  |
| Stein 30’ Edwini-Bonsu 35’ Halimi 64’ | Marcatori |  |

| Arbitro: | Waschitzki-Günther |

|                     |           |                                                         |
| Köpke 67’, 81’, 85’ | Marcatori | 23’ Kandziora 56’ (rig.), 75’ (rig.) Feldhahn 89’ Menga |

| Arbitro: | Sather |

|                          |           |  |
| Köpke 34’ Voglsammer 67’ | Marcatori |  |

| Arbitro: | Bandurski |

|                       |           |                            |
| Ziemer 52’ Bickel 65’ | Marcatori | 32’ Abelski 82’ (rig.) Erb |

| Arbitro: | Bokop |

|  |           |                 |
|  | Marcatori | 78’ Kiesewetter |

| Arbitro: | Koslowski |

|                                             |           |  |
| Möhrle 64’ Kleindienst 71’ Götze 74’ (aut.) | Marcatori |  |

| Arbitro: | Schult |

|                                          |           |  |
| Erb 57’ (rig.) Hufnagel 77’ Widemann 83’ | Marcatori |  |

| Arbitro: | Grudzinski |

|                       |           |  |
| Kara 14’ Scherder 90’ | Marcatori |  |

| Arbitro: | Günsch |

|                                         |           |                         |
| Thiel 41’ Widemann 57’, 90’ Schwarz 89’ | Marcatori | 6’ Kammlott 45’ Möhwald |

#### Girone di ritorno
| Arbitro: | Storks |

|              |           |                |
| Widemann 30’ | Marcatori | 78’ Breitkreuz |

| Arbitro: | Schult |

|                                                     |           |  |
| Book 40’ Schnellbacher 47’ Schindler 84’ Mrowca 88’ | Marcatori |  |

| Arbitro: | Kempkes |

|                                      |           |                               |
| Hagn 65’ Widemann 72’ Voglsammer 74’ | Marcatori | 15’ Windmüller 60’ Steininger |

| Arbitro: | Bandurski |

|           |           |                                            |
| Rühle 11’ | Marcatori | 17’ Gąska 52’ Köpke 55’ Widemann 62’ Götze |

| Arbitro: | Jöllenbeck |

|            |           |                     |
| Killer 78’ | Marcatori | 28’ Höler 81’ Kalig |

| Arbitro: | Kempkes |

|                         |           |           |
| Pfeffer 30’ Aydemir 82’ | Marcatori | 75’ Köpke |

| Unterhaching 20 febbraio 2015, ore 19:00 CET 26ª giornata | Unterhaching       | 0 – 0 referto | Chemnitz | Alpenbauer Sportpark (1 750 spett.)\| Arbitro: \| Waschitzki-Günther \| |
| Arbitro:                                                  | Waschitzki-Günther |               |          |                                                                         |

| Arbitro: | Heft |

|                                                        |           |  |
| Klos 6’ Ulm 14’ (rig.) Schuppan 42’ van der Biezen 86’ | Marcatori |  |

| Arbitro: | Kinhöfer |

|             |           |              |
| Abelski 48’ | Marcatori | 20’ Aydogmus |

| Arbitro: | Alt |

|                   |           |  |
| Janjić 57’ (rig.) | Marcatori |  |

| Arbitro: | Schlager |

|          |           |                         |
| Köpke 3’ | Marcatori | 6’ Baumgärtel 81’ Stein |

| Arbitro: | Storks |

|               |           |  |
| Kandziora 75’ | Marcatori |  |

| Arbitro: | Reichel |

|            |           |  |
| Harder 81’ | Marcatori |  |

| Arbitro: | Schwermer |

|                              |           |            |
| Abelski 60’ Thiel 63’ (rig.) | Marcatori | 75’ Hüsing |

| Arbitro: | Günsch |

|            |           |                           |
| Didavi 82’ | Marcatori | 37’, 55’ Hufnagel 81’ Erb |

| Arbitro: | Kempter |

|                                   |           |                               |
| Redondo 27’ Abelski 52’ Thiel 85’ | Marcatori | 8’ Berger 23’ Holz 72’ Möhrle |

| Arbitro: | Kampka |

|                                              |           |                  |
| Eilers 4’, 39’, 64’ Hartmann 49’ Tekerci 75’ | Marcatori | 60’ (rig.) Thiel |

| Arbitro: | Petersen |

|              |           |  |
| Widemann 23’ | Marcatori |  |

| Arbitro: | Schröder |

|                |           |  |
| Baumgarten 42’ | Marcatori |  |

## Statistiche

### Statistiche di squadra
| Competizione | Punti | In casa | In casa | In casa | In casa | In casa | In casa | In trasferta | In trasferta | In trasferta | In trasferta | In trasferta | In trasferta | Totale | Totale | Totale | Totale | Totale | Totale | DR  |
| Competizione | Punti | G       | V       | N       | P       | Gf      | Gs      | G            | V            | N            | P            | Gf           | Gs           | G      | V      | N      | P      | Gf     | Gs     | DR  |
| ------------ | ----- | ------- | ------- | ------- | ------- | ------- | ------- | ------------ | ------------ | ------------ | ------------ | ------------ | ------------ | ------ | ------ | ------ | ------ | ------ | ------ | --- |
| 3. Liga      | 41    | 19      | 7       | 6       | 6       | 33      | 31      | 19           | 4            | 2            | 13           | 18           | 36           | 38     | 11     | 8      | 19     | 51     | 67     | -16 |
| Totale       | 41    | 19      | 7       | 6       | 6       | 33      | 31      | 19           | 4            | 2            | 13           | 18           | 36           | 38     | 11     | 8      | 19     | 51     | 67     | -16 |

### Andamento in campionato
| Giornata  | 1  | 2  | 3  | 4 | 5 | 6 | 7  | 8  | 9  | 10 | 11 | 12 | 13 | 14 | 15 | 16 | 17 | 18 | 19 | 20 | 21 | 22 | 23 | 24 | 25 | 26 | 27 | 28 | 29 | 30 | 31 | 32 | 33 | 34 | 35 | 36 | 37 | 38 |
| --------- | -- | -- | -- | - | - | - | -- | -- | -- | -- | -- | -- | -- | -- | -- | -- | -- | -- | -- | -- | -- | -- | -- | -- | -- | -- | -- | -- | -- | -- | -- | -- | -- | -- | -- | -- | -- | -- |
| Luogo     | T  | C  | T  | C | T | C | T  | C  | T  | C  | T  | C  | C  | T  | C  | T  | C  | T  | C  | C  | T  | C  | T  | C  | T  | C  | T  | C  | T  | C  | T  | T  | C  | T  | C  | T  | C  | T  |
| Risultato | N  | N  | V  | V | V | P | P  | P  | P  | N  | P  | P  | V  | N  | P  | P  | V  | P  | V  | N  | P  | V  | V  | P  | P  | N  | P  | N  | P  | P  | P  | P  | V  | V  | N  | P  | V  | P  |
| Posizione | 20 | 18 | 15 | 6 | 5 | 6 | 10 | 13 | 15 | 15 | 17 | 17 | 15 | 15 | 16 | 16 | 15 | 17 | 15 | 15 | 16 | 15 | 14 | 15 | 15 | 15 | 15 | 16 | 17 | 17 | 18 | 19 | 18 | 17 | 18 | 19 | 18 | 19 |

Legenda:

Luogo: C = Casa; T = Trasferta. Risultato: V = Vittoria; N = Pareggio; P = Sconfitta.

### Statistiche dei giocatori
| A. Abelski    | 32 | 4  | 5  | 1 |
| F. Bichler    | 3  | 0  | 0  | 0 |
| S. Bigalke    | 8  | 0  | 0  | 0 |
| D. Dittrich   | 32 | 0  | 6  | 0 |
| M. Duhnke     | 1  | 0  | 0  | 0 |
| M. Erb        | 31 | 5  | 7  | 1 |
| F. Götze      | 20 | 1  | 3  | 0 |
| D. Gąska      | 11 | 1  | 1  | 0 |
| S. Haas       | 10 | 0  | 1  | 0 |
| T. Hagn       | 27 | 1  | 2  | 0 |
| S. Herröder   | 15 | 0  | 3  | 0 |
| L. Hufnagel   | 29 | 3  | 0  | 0 |
| J. Hummels    | 1  | 0  | 0  | 0 |
| T. Killer     | 9  | 1  | 0  | 0 |
| J. Koch       | 0  | 0  | 0  | 0 |
| M. Krabler    | 1  | 0  | 0  | 0 |
| S. Kranitz    | 16 | 0  | 1  | 0 |
| P. Köpke      | 31 | 11 | 2  | 0 |
| E. Lickert    | 0  | 0  | 0  | 0 |
| S. Marinović  | 9  | 0  | 0  | 0 |
| A. Markmüller | 0  | 0  | 0  | 0 |
| J. Marton     | 2  | 0  | 0  | 0 |
| Y. Oettl      | 2  | 0  | 0  | 0 |
| S. Ollert     | 7  | 0  | 1  | 0 |
| K. Redondo    | 25 | 2  | 5  | 0 |
| M. Rosenzweig | 1  | 0  | 1  | 0 |
| F. Ruml       | 10 | 0  | 1  | 0 |
| M. Schwabl    | 28 | 0  | 4  | 0 |
| B. Schwarz    | 35 | 2  | 10 | 1 |
| Y. Thiel      | 32 | 5  | 6  | 2 |
| A. Voglsammer | 22 | 6  | 4  | 0 |
| A. Volk       | 1  | 0  | 0  | 0 |
| T. Wehrle     | 1  | 0  | 0  | 0 |
| J. Welzmüller | 17 | 0  | 2  | 0 |
| D. Widemann   | 26 | 9  | 1  | 0 |
| M. Zetterer   | 19 | 0  | 0  | 1 |